# Franz Erdl
Franz Erdl (Vienna, 4 maggio 1911 – Vienna, 17 maggio 1968) è stato un calciatore austriaco, di ruolo attaccante.

## Carriera
Con il First Vienna vinse 3 campionati austriaci (1931, 1933, 1944), 2 Coppe d'Austria (1929-1930 e 1936-1937) ed 1 Coppa Mitropa (1931). Come giocatore ospite per il Dresdner vinse il campionato tedesco nel 1943.

## Palmarès

### Club

#### Competizioni nazionali
- Campionato austriaco: 3

First Vienna: 1930-1931, 1932-1933, 1943-1944
- Coppa d'Austria: 2

First Vienna: 1929-1930, 1936-1937

#### Competizioni internazionali
- Coppa dell'Europa Centrale: 1

First Vienna FC: 1931